# سميط القنديل
سميط القنديل أو قنديل سميدي هو نوع مالح من معجنات السميط التركية التي تؤكل خلال إحدى عطل القنديل الدينية. وهي على شكل حلقة ومغلفة ببذور السمسم وتُطعم أحيانًا بالمحلب. تُخبز هذه المعجنات خلال ليالي قنديل الخمس وتقدم للجيران والأقارب.